# Richard Goldschmidt
Richard Baruch-Benedikt Goldschmidt (* 12. April 1878 in Frankfurt am Main; † 24. April 1958 in Berkeley, Kalifornien/USA) war ein deutscher Biologe und Genetiker. Sein offizielles botanisches Autorenkürzel lautet „Goldschm.“.

## Leben und Wirken
Richard Goldschmidt war der Sohn eines Frankfurter Kaufmanns und besuchte dort auch das Goethe-Gymnasium. 1899 machte er Abitur und studierte zunächst an der Universität Heidelberg Medizin und Zoologie bei Otto Bütschli und Carl Gegenbaur. Anschließend studierte Goldschmidt an der Universität München bei Richard Hertwig, wo er seine Dissertation fertigte. Er wurde 1902 bei Otto Bütschli in Heidelberg zum Dr. phil. promoviert. Danach arbeitete er wieder bei Richard Hertwig als Assistent in München. 1904 habilitierte er sich in Zoologie mit einer Arbeit über die Karyokinese der Chromidien der Protozoen.
Am 15. März 1906 heiratete Goldschmidt nach 2½-jähriger Verlobungszeit Else Kühnlein (1882–1967). 1906 und 1907 wurden die beiden Kinder Ruth und Hans geboren.
Im Jahr 1906 wurde Goldschmidt zum Mitglied der Leopoldina gewählt, 1909 wurde er außerordentlicher Professor an der Universität München.
1914 wurde Goldschmidt nach Berlin an das in Dahlem neu gegründete Kaiser-Wilhelm-Institut für Biologe als Abteilungsleiter für Genetik der Tiere berufen; 1919 wurde er zweiter Direktor des Instituts. Sein für die Pflanzen zuständiger Kollege war Carl Correns, einer der drei Wiederentdecker der mendelschen Regeln. Er arbeitete dort unter anderem auch mit Max Hartmann, Otto Meyerhof, Carl Neuberg und Otto Warburg eng zusammen. Zu seinen Assistenten gehörte von 1920 bis 1923 der Erbbiologe Günther Just.
1914 konnte Goldschmidt, von einem Studienaufenthalt aus Japan kommend, kriegsbedingt nicht nach Deutschland zurückkehren – und gelangte auf diesem Weg in die USA. Den unfreiwilligen Aufenthalt nutzte er zu Studien. Verstärktes Engagement der USA auf Seiten der Alliierten führte dazu, dass auch die eigene Bevölkerung überzeugt werden musste: Die Folge waren Inhaftierungen in den USA lebender „gefährlicher Deutscher“. Im Mai 1918 wurde auch Goldschmidt inhaftiert. Nach dem Waffenstillstand Ende 1918 wurde er rasch wieder entlassen und kehrte im Juli 1919 nach Deutschland zurück. 1925 wurde er korrespondierendes Mitglied der Bayerischen Akademie der Wissenschaften.
1935 wurde Goldschmidt wegen seiner jüdischen Abstammung von den Nationalsozialisten ausgebürgert und emigrierte in die USA. Dort wurde er im selben Jahr zum Professor für Genetik und Zytologie an die University of California, Berkeley berufen. 1947 wurde er in die National Academy of Sciences gewählt. Seit 1950 war er korrespondierendes Mitglied der Heidelberger Akademie der Wissenschaften.

## Forschung

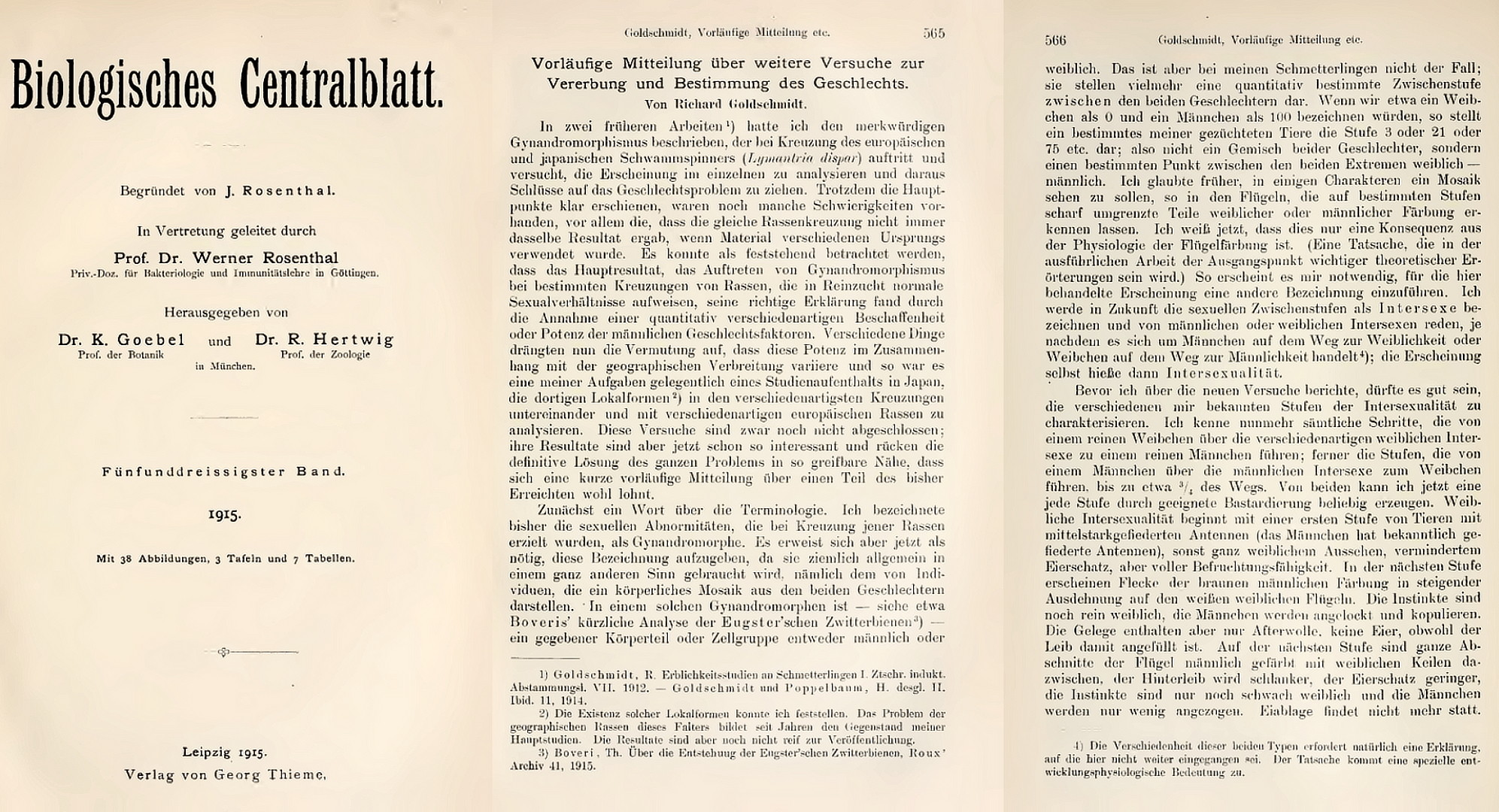
Wie der Begriff Intersex / Intersexualität geprägt wurde.

Nachdem er zunächst bei Richard Hertwig entwicklungsphysiologische Forschungen betrieb, wandte er sich der Genphysiologie zu und leitete aus Untersuchungen bei Schmetterlingen (Lymantria dispar) eine allgemeine Theorie der Geschlechtsbestimmung ab. Im Ergebnis dieser Forschungen prägte Goldschmidt im Oktober 1915 den heute in Medizin und Soziologie anerkannten Begriff der 'Intersexualität'.
Weiter entdeckte Goldschmidt unter anderem die Tatsache der Konstanz von Zellzahl bei Nematoden bei Caenorhabditis, er arbeitete über die Entwicklung und Heilung von Stress-Expression bei Drosophila.
Er übernahm sehr früh die von Hermann Staudinger angeregte Vorstellung der Gene als Makromoleküle und gründete darauf eine physiologische Theorie der Vererbung, die allerdings noch die Proteine (anstelle der Nukleinsäuren) als alleinige Genbausteine annahm, im Prinzip aber den heutigen Vorstellungen sehr nahekam. Damit war Goldschmidt auch einer der Wegbereiter des Neodarwinismus.
Goldschmidt schlug ein Modell der Makroevolution vor, das auf Makromutationen beruht und als die Hopeful-Monster-Hypothese bekannt wurde. Dieses Modell wurde gerade aus den Reihen des Neodarwinismus überwiegend abgelehnt, da es wegen der Annahme einer sprunghaften Evolution dem gewöhnlich als eine Grundlage des Darwinismus angesehenen Gradualismus widerspricht. Einige Forscher, z. B. Günter Theißen, sehen darin hingegen eine Möglichkeit, größere Innovationen und neue Baupläne in der Evolution zu erklären.

## Veröffentlichungen (Auswahl)
- Einführung in die Wissenschaft vom Leben oder Ascaris (= Verständliche Wissenschaft. 3/1–2, ISSN 0083-5846). Springer, Berlin u. a. 1927.